# Al Grey
Pour les articles homonymes, voir Grey.
Al Grey, nom de scène d'Albert Thornton, né le 6 juin 1925 à Aldie (Virginie) et mort le 24 mars 2000 à Phoenix (Arizona)) est un tromboniste de jazz américain.

## Biographie
Al Grey débute au trombone pendant la Seconde Guerre mondiale dans un orchestre de l'US Navy. Il est engagé ensuite par Benny Carter (1945-46). Il joue ensuite dans les orchestres de Jimmie Lunceford (1946), Lucky Millinder (1946-48), Lionel Hampton (1948-1952), Sy Oliver, Arnett Cobb et Dizzy Gillespie (1956-57) et enfin Count Basie (1957-61). Il dirige ensuite son groupe, enregistre plusieurs albums pour Argo/Cadet et revient jouer régulièrement avec Basie (1964-66, 1971-77). Dans les années 1970 et 1980, il fait également des tournées avec J.J. Johnson et travaille aussi avec le saxophoniste Jimmy Forrest. 
Spécialiste du jeu avec sourdine, Al Grey est un musicien plein de puissance, proche parfois de Bennie Green.

## Discographie
- Dizzy Gillespie at Newport (avec Dizzy Gillespie, 1957)
- The Atomic Mr. Basie (avec Count Basie, 1957)
- Chairman of the Board (avec Count Basie, 1958)
- Basie plays Hefti (avec Count Basie, 1958)
- One more time (avec Count Basie, 1958)
- The last of the big plungers (1959)
- The thinking man's trombone (1960)
- Kansas City Suite (avec Count Basie, 1960)
- Snap your fingers (1962)
- Night song (1962)
- Having a ball (1963)
- Boss Bone (1963)
- Shades of Grey (1965)
- Basie's best (avec Count Basie, 1965)
- Grey's mood (1973)
- Fun time (avec Count Basie, 1975)
- I told you so (avec Count Basie, 1976)
- Struttin' and shoutin' (1976)
- Live at Travelers Lounge (1977)
- Trombone by five (1977)
- Live at Rick's (1978)
- Things are getting better all the time (avec J.J. Johnson, 1983)

### Sources
- Dictionnaire du jazz (Panassié, Gautier, 1971)
- Dictionnaire du jazz (Carles, 1988)